# Арутюнова Діана Артурівна
Діа́на Арту́рівна Арутю́нова (24 травня 1988, Баку) — майстер спорту України, міжнародний гросмейстер серед жінок (2005).

Бронзова призерка чемпіонату України 2007 року.
Срібний призер I Всесвітніх інтелектуальних Ігор 2008 (швидкі шахи — команда).
Рейтинг на листопад 2015 року — 2264 (254-е місце у світі, 12-е в Україні серед шахісток).

## Кар'єра
Шахами розпочала займатися з 7 років у тренерів Олександра Алексіка та Володимира Ретинського, представляла місто Сімферополь. З 10-річного віку брала участь у дитячих та юнацьких змаганнях з шахів, неодноразово ставала призером першостей України.
У 2000 році стала бронзовим призером чемпіонату світу серед дівчаток до 12 років.
Чемпіонка України серед дівчат різних вікових категорій, зокрема: до 14 років (2003), до 18 років (2005, 2006), до 20 років (2006, 2007)..
У 2006 році здобула перемогу на дорослому жіночому турнірі «Галичина-2006»..
Учасниця шести фінальних турнірів чемпіонатів України з шахів серед жінок, зокрема: 2002, 2004, 2006 (9 місце), 2007 (3 місце), 2008 (8 місце), 2009 (7 місце).
У 2003 році брала участь в чоловічому чемпіонаті України, де з результатом 3 очки з 9 можливих (+1-4=4) посіла 95 місце.
У 2008 році у складі збірної України посіла друге місце у змаганнях з швидких шахів на Перших всесвітніх інтелектуальних іграх, поступившись у фіналі збірній Китаю.
У 2010 році стала переможницею Всевірменської шахової олімпіади в Єревані.
У 2013 році була головою оргкомітету проходив у Києві міжнародного шахового турніру «SBERBANK OPEN».
У 2015 році після деякої перерви відновила спортивну кар'єру, взяла участь у турнірі «Chess Ladies Vienna 2015».